# Шибайголова (телесеріал)
«Шибайголова» (англ. Daredevil) — американський вебтелесеріал, створений Дрю Годдардом для компанії Netflix і оснований на однойменному персонажі коміксів Marvel. Він входить до кіновсесвіту Marvel, розділяючи послідовність подій з фільмами франшизи, і є першим із серії шоу, які об'єднаються в кросоверному мінісеріалі «Захисники». Серіал спродюсований Marvel Television у співробітництві з ABC Studios, DeKnight Prods. і Goddard Textiles, а Стівен С. ДеНайт і Дрю Годдард виступили як його шоуранер і консультант відповідно.
Головну роль Метта Мердока / Шибайголови, адвоката, який бореться зі злочинністю вночі, грає Чарлі Кокс. Серіал засвідчує перші дні боротьби персонажа зі злочинністю, яка відбувається одночасно зі зростанням злочинів пана Вілсона Фіска, якого зіграв Вінсент Д'Онофріо. Також у серіалі знімаються Дебора Енн Волл, Елден Генсон, Тобі Леонард Мур, Вонді Кертіс-Голл, Боб Ґантон, Аєлет Зурер і Розаріо Довсон. Розробка «Шибайголови» почалася наприкінці 2013 року, через рік після того, як права на персонажа повернулися до Marvel, коли Годдарда найняли як шоуранера. Але невдовзі ДеНайт замінив його, а в травні 2014 року Чарлі Кокса взяли на головну роль.
Прем'єра всіх епізодів першого сезону відбулась 10 квітня 2015 року. Прем'єра другого сезону відбулась 18 березня 2016 року.

## Послідовність
| 2015 | Шибайголова 1 сезон    |
| 2015 | Джессіка Джонс 1 сезон |
| 2016 | Шибайголова 2 сезон    |
| 2016 | Люк Кейдж 1 сезон      |
| 2017 | Залізний кулак 1 сезон |
| 2017 | Захисники 1 сезон      |
| 2017 | Каратель 1 сезон       |
| 2018 | Джессіка Джонс 2 сезон |
| 2018 | Люк Кейдж 2 сезон      |
| 2018 | Залізний кулак 2 сезон |
| 2019 | Джессіка Джонс 3 сезон |
| 2019 | Шибайголова 3 сезон    |
| 2019 | Каратель 2 сезон       |

Серіал «Шибайголова» є першим проєктом «Саги Захисників», до якої також входять серіали: Джессіка Джонс, Люк Кейдж, Залізний Кулак, Захисники⁣, а також Каратель (не є членом команди).
Хронологічно події першого сезону у серіалі відбуваються після подій у фільмі «Месники», а саме напад інопланетян на Нью-Йорк і руйнування Нью-Йорка, яке у серіалі назване «Інцидент». Окрім подій фільму Месники, у серіалах цієї саги мало згадуються інші події з фільмів кіновсесвіту Marvel. Натомість події одного серіалу саги Захисників часто згадуються в іншому.
Події сезонів відбуваються хронологічно за датою їх виходу. Тобто події другого сезону «Шибайголови» відбуваються після першого сезону «Джессіки Джонс» і перед першим сезоном «Люка Кейджа», а події третього сезону — після третього сезону «Джессіки Джонс» і перед другим сезоном «Карателя».

## Сюжет
Сліпий з дитинства адвокат Метт Мердок використовує інші неймовірно посилені почуття для боротьби зі злочинністю на вулицях нічної Пекельної кухні у Нью-Йорку під ім'ям Шибайголова.

## У ролях

### Головний склад
| Актор             | Роль                                     |
| ----------------- | ---------------------------------------- |
| Чарлі Кокс        | Метт Мердок / Шибайголова                |
| Дебора Енн Волл   | Карен Пейдж                              |
| Елден Генсон      | Франклін "Фоггі" Нельсон                 |
| Тобі Леонард Мур  | Джеймс Веслі                             |
| Вінсент Д'Онофріо | Вілсон Фіск / Кінґпін                    |
| Елоді Юнг         | Електра Начіос / Електра (2 сезон)       |
| Джон Бернтал      | Френк Касл / Каратель (2 сезон)          |
| Вілсон Бетел      | Бенджамін Пойндекстер / Мішень (3 сезон) |
| Джоанн Воллі      | сестра Меггі (3 сезон)                   |

### Другорядний склад
| Актор             | Роль                  |
| ----------------- | --------------------- |
| Боб Гантон        | Ліланд Оулслі         |
| Розаріо Доусон    | Клер Темпл            |
| Аєлет Зурер       | Ванесса Маріанна      |
| Вонді Кертіс-Голл | Бен Уріх              |
| Пітер Макроббі    | Пол Лантом            |
| Роб Морган        | Терк Баррет           |
| Микола Ніколаєфф  | Володимир Ранскагов   |
| Адріан Ленокс     | Доріс Уріх            |
| Скотт Гленн       | Стік                  |
| Джейсон Фінні     | Стоун                 |
| Том Вокер         | Френсіс               |
| Кленсі Браун      | полковник Рей Шоновер |

## Виробництво

### Кастинг
Наприкінці травня 2014 року Чарлі Кокс був затверджений на роль Шибайголови. 10 червня було оголошено, що Вінсент Д'Онофріо зіграє Вілсона Фіска в серіалі, а 20 червня до акторського складу приєдналася Розаріо Довсон. Кількома днями пізніше на роль Фоггі Нельсона був затверджений Елден Генсон, тоді як Дебора Енн Волл була затверджена на роль Карен Пейдж 17 липня.

### Музика
Джон Песано написав музику до серіалу.